# Anatole Nsengiyumva
Anatole Nsengiyumva (* 4. September 1950 in Satinsyi, Präfektur Gisenyi; † 7. Mai 2024 in Niamey, Niger) war ein ruandischer Militär. Er wurde vor dem Internationalen Strafgerichtshof für Ruanda der Vorbereitung und Koordinierung des Völkermords in Ruanda angeklagt und zu 15 Jahren Haft verurteilt.
Anatole Nsengiyumva wurde am 4. September 1950 in Satinsyi (Präfektur Gisenyi, Nordwesten Ruandas) geboren. In der ruandischen Armee stieg er zum Oberstleutnant und schließlich zum Chef des Nachrichtendienstes im Oberkommando auf. Er war Mitglied einer am 4. Dezember 1991 von Präsident Habyarimana einberufenen Kommission, die Vorschläge für das Vorgehen im Krieg gegen die Ruandische Patriotische Front (RPF) entwickeln sollte. Die Treffen dieser Kommission gelten als entscheidende Vorbereitung des Völkermords in Ruanda. Nsengiyumva war Mitglied des als Akazu bezeichneten Machtzirkels um Agathe Habyarimana. Ebenso soll er Mitglied des Netzwerks Null gewesen sein, das Todesschwadrone kontrollierte. In seiner Funktion als Nachrichtenchef schickte er Berichte an den Verteidigungsminister und an Präsident Habyarimana, in denen er gegen ein Friedensabkommen mit der RPF Stellung bezog. Im Juni 1992 beschuldigte er die Parteien PL und MDR des Aufbaus einer umstürzlerischen Gruppierung. Ebenso ließ er Listen von Personen, darunter hochrangigen Militärangehörigen, anfertigen, denen er Verbindungen zur RPF oder zu Oppositionsparteien unterstellte. Zu Beginn der Friedensverhandlungen warf er der RPF vor, in Wahrheit nicht an den Verhandlungen, sondern an der Eroberung Kigalis interessiert zu sein. Die Kontakte zur RPF untergrüben die Moral der Armee.
Im Juni 1993 warnte er vor einem bevorstehenden Angriff der RPF auf Gisenyi. Von ihm vorgelegte Listen enthielten Namen von Tutsi, denen er das Verstecken von Waffen vorwarf. An subversiven Aktionen sei auch der Minister Landoald Ndasingwa beteiligt. Im selben Monat wurde er zum Oberbefehlshaber der Präfekturen Gisenyi, Kibuye und eines Teils von Ruhengeri ernannt. Ihm unterstanden die ortsansässigen Milizen Interahamwe und Impuzamugambi, für die er Waffenlieferungen vom Verteidigungsminister forderte.
Am 6. April erfuhr Nsengiyumva vom Tod des Präsidenten beim Abschuss seines Flugzeuges. Er führte mehrere Telefonate mit Militärs in Kigali, darunter Théoneste Bagosora. Laut Zeugenaussagen wirkte er in den darauf folgenden Wochen bei der Koordinierung des nach dem Tod Habyarimanas beginnenden Völkermords mit. So wirkte er an der zur Organisation eines Feldzugs in die Berge von Biserero mit, bei dem Zehntausende Tutsi getötet wurden.
Nach dem Ende des Regimes und der Eroberung Ruandas durch die RPF wurde Nsengiyumva am 27. März 1996 verhaftet und im Januar des folgenden Jahres an den Internationalen Strafgerichtshof für Ruanda überstellt. Am 2. April 2002 begann der Prozess gegen Nsengiyumva und die mit ihm angeklagten Théoneste Bagosora, Gratien Kabaligi und Aloys Ntabakuze. Die Anklage lautete auf Vorbereitung des Völkermords zum Zweck der Machterhaltung, Überwachung des Aufbaus der Interahamwe und Impuzamugabi, Erstellung von Listen zu ermordender Personen und Anordnung der Tötungen in Gisenyi.
Nsengiyumva bestritt während des Verfahrens jede Beteiligung an einem Völkermord. Er wurde im Jahr 2008 zu lebenslanger Haft verurteilt. Die Strafe wurde in einem Berufungsverfahren 2011 auf 15 Jahre reduziert. Da die Strafe bereits verbüßt war, wurde er nach dem Abschluss des Verfahrens aus der Haft entlassen. Danach hatte er Schwierigkeiten ein Land zu finden, das ihn aufnehmen und ihm die Möglichkeit zur Zusammenführung mit seiner Familie geben würde. 2021 wurde er mit acht weiteren aus der Haft entlassenen Tätern von Niger aufgenommen. Der Staat hatte zuvor mit dem Internationalen Strafgerichtshof für Ruanda eine Vereinbarung über die Aufnahme Haftentlassener getroffen.
Anatole Nsengiyumva starb am 7. Mai 2024 in einem Krankenhaus in Niamey, Niger.